# Mount Hunter, Ellworths land
Mount Hunter är ett berg i Antarktis. Det ligger i Västantarktis. Argentina, Chile och Storbritannien gör anspråk på området. Toppen på Mount Hunter är 1 501 meter över havet.
Terrängen runt Mount Hunter är huvudsakligen lite kuperad. Trakten är obefolkad. Det finns inga samhällen i närheten.